# Save Me (песня XXXTentacion)
«Save Me» — песня американского рэпера XXXTentacion с его дебютного студийного альбома 17. Она была спродюсирована Dub Tha Prodigy и Natra Average.

## История
Трек «Save Me» впервые появился в Snapchat XXXTentacion, а затем в его Твиттере, но позднее твит со сниппетом был удалён.

## Композиция
В песне XXXTentacion говорит о голосах в голове, твердящих ему о его смерти, просит о помощи и спасении. «Save Me» также имеет неизданную расширенную версию, включающую гитару. Она была удалена по неизвестным причинам.

## Продолжение
30 ноября 2018 года близкий друг и соратник по хип-хоп коллективу Members Only американский рэпер Ski Mask the Slump God выпустил продолжение песни под названием «Save Me, Pt. 2». Она вошла в дебютный студийный альбом Stokeley и содержит гостевое участие от Остина Лама. Песня была спродюсирована Fresh ThPharmacy, он сделал инструментальную часть на совместной композиции с Juice WRLD «Nuketown», которая также появилась на Stokeley.

## Чарты
| Чарт                                      | Высшая позиция |
| ----------------------------------------- | -------------- |
| США (Billboard Hot 100)                   | 94             |
| США (Billboard Hot R&B/Hip-Hop Songs)     | 48             |
| Италия (FIMI)                             | 95             |
| США (Billboard On-Demand Streaming Songs) | 44             |
| США (Billboard R&B Streaming Songs)       | 12             |
| США (Billboard Lyricfind Global)          | 22             |